# Айван (коммуна)
Айва́н (фр. Aillevans) — коммуна во Франции, находится в регионе Франш-Конте. Департамент — Верхняя Сона. Входит в состав кантона Виллерсексель. Округ коммуны — Люр.
Код INSEE коммуны — 70005.

## География
Коммуна расположена приблизительно в 340 км к юго-востоку от Парижа, в 50 км северо-восточнее Безансона, в 20 км к востоку от Везуля.
На востоке коммуны протекает река Оньон.

## Население
Население коммуны на 2010 год составляло 142 человека.
| 1962 | 1968 | 1975 | 1982 | 1990 | 1999 | 2010 |
| ---- | ---- | ---- | ---- | ---- | ---- | ---- |
| 211  | 166  | 144  | 162  | 140  | 122  | 142  |

## Администрация
| Период | Период | Фамилия           | Партия | Примечания |
| ------ | ------ | ----------------- | ------ | ---------- |
| 1989   | 2008   | Клод Ге           |        |            |
| 2008   | 2014   | Робер Бадаламенти |        |            |

## Экономика
В 2010 году среди 95 человек трудоспособного возраста (15—64 лет) 67 были экономически активными, 28 — неактивными (показатель активности — 70,5 %, в 1999 году было 66,7 %). Из 67 активных жителей работали 60 человек (39 мужчин и 21 женщинаы), безработных было 7 (2 мужчины и 5 женщин). Среди 28 неактивных 6 человек были учениками или студентами, 15 — пенсионерами, 7 были неактивными по другим причинам.

## Достопримечательности
- Ферма (1764 год). Исторический памятник с 1995 года[3]
- Мегалитические захоронения, в том числе дольмен Айван[фр.]. Исторический памятник с 1979 года[4]

## Фотогалерея

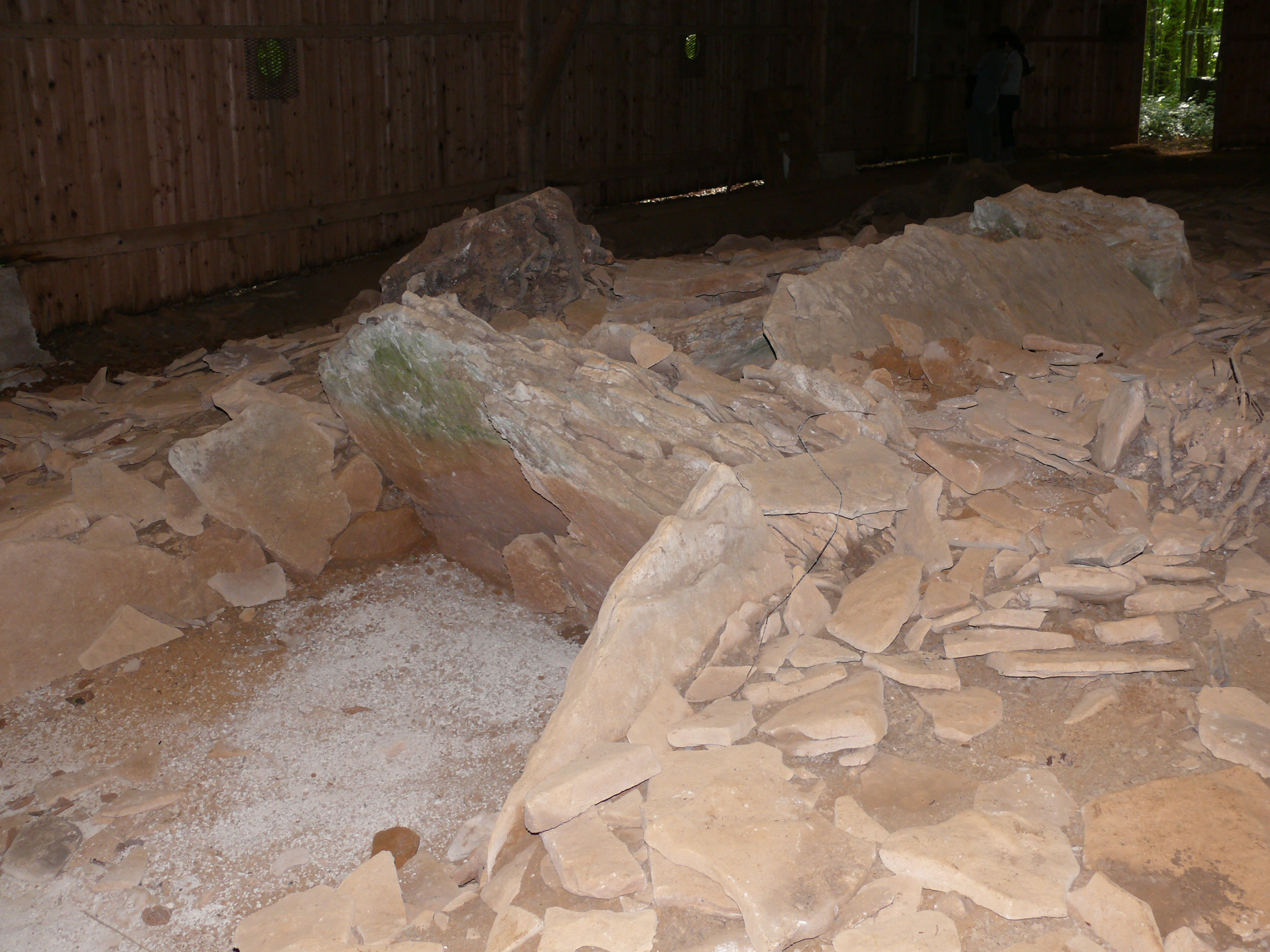
Дольмен Айван
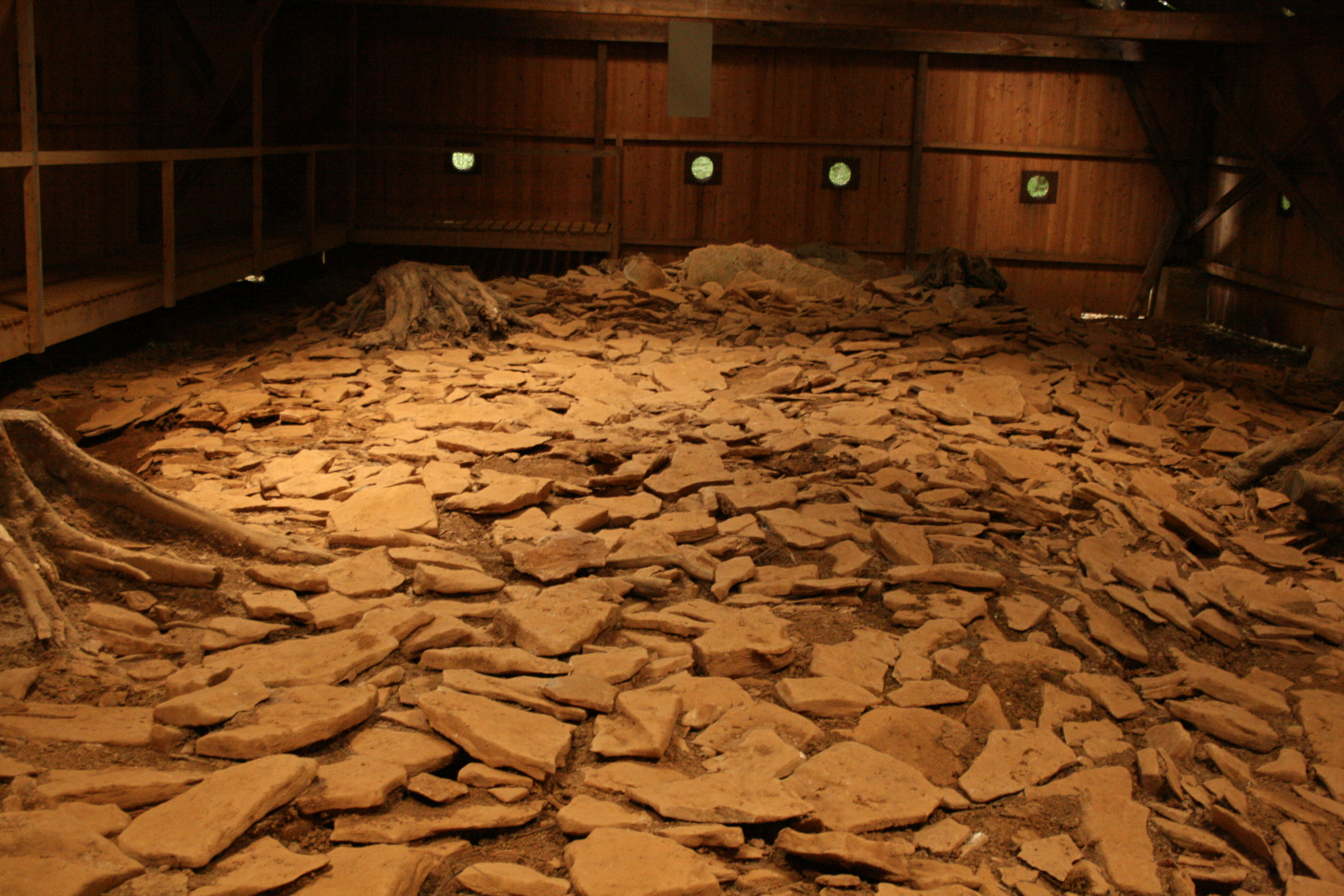
Дольмен Айван
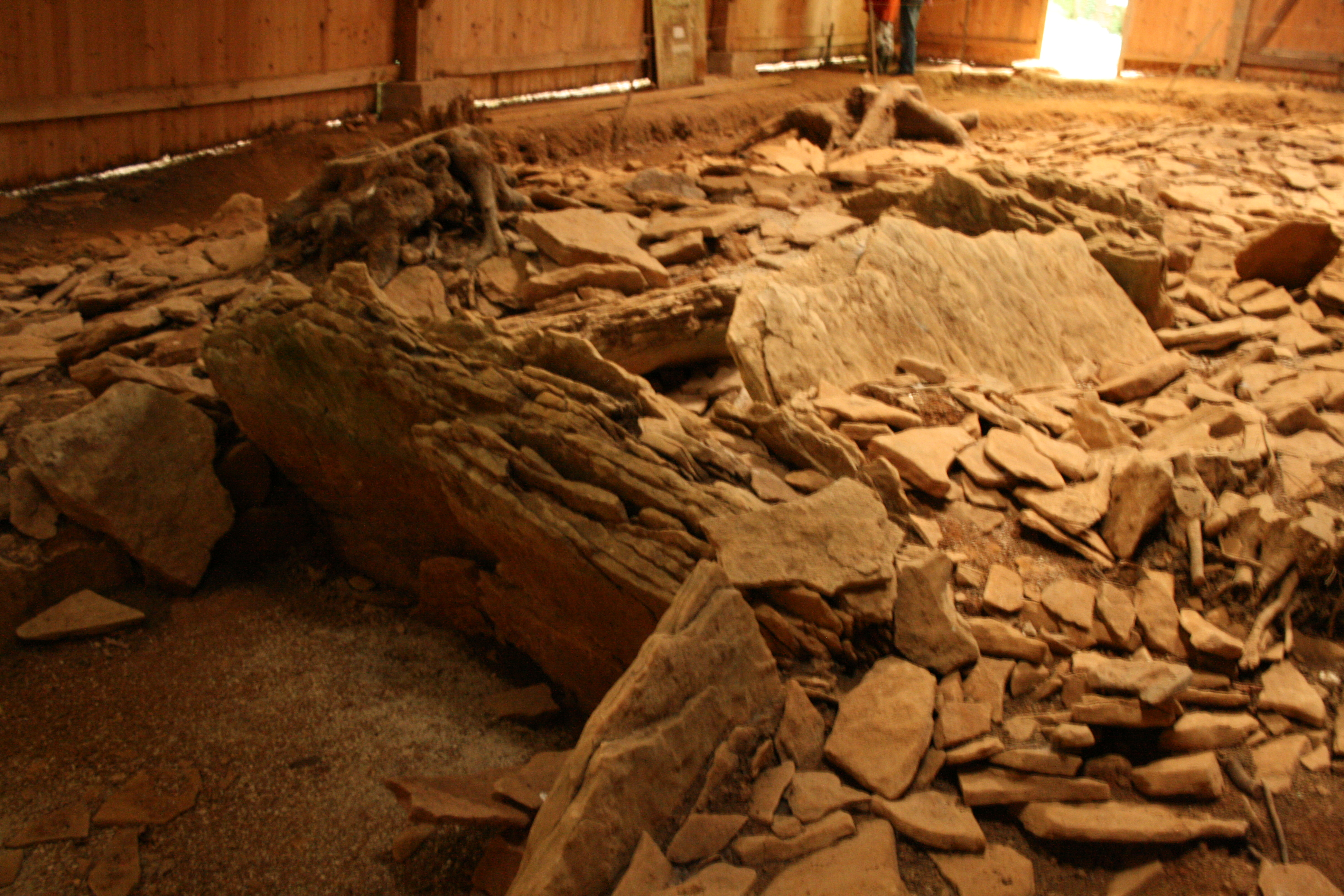
Дольмен Айван
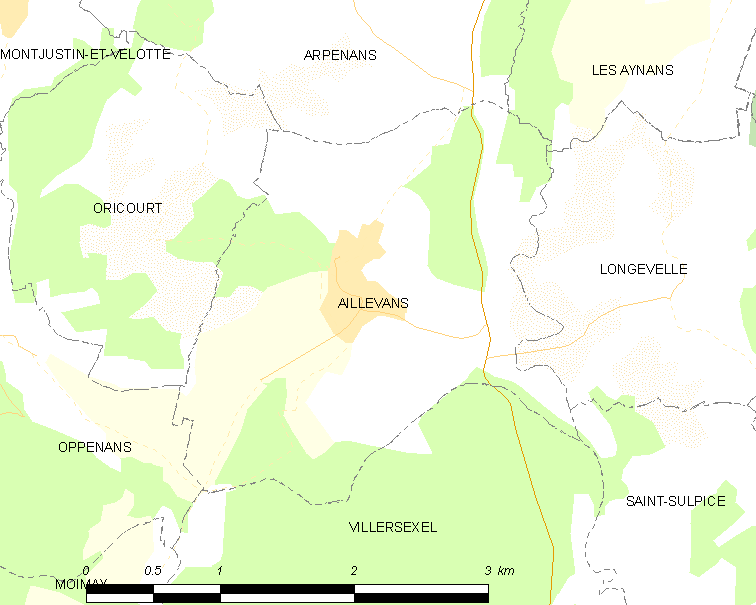
Карта коммуны